# Vitjazema ultraabyssalis
Vitjazema ultraabyssalis is een lepelworm uit de familie Bonelliidae.
De wetenschappelijke naam van de soort werd in 1958 gepubliceerd door Zenkevitch.